# Котелёво
Котелёво (бел. Кацялёва) — деревня в составе Паршинского сельсовета Горецкого района Могилёвской области Республики Беларусь.

## Население
- 1999 год — 142 человека
- 2010 год — 73 человека